# Konbjörnbär
Konbjörnbär (Rubus platyacanthus) är en rosväxtart som beskrevs av P. J. Müll. och Lefev.. Konbjörnbär ingår i släktet rubusar, och familjen rosväxter. Inga underarter finns listade i Catalogue of Life.